# Leapmotor S01
Leapmotor S01 (кит. 零跑S01) — электромобиль, производившийся и продававшийся в Китае компанией Leapmotor с июня 2019 по 2021 год. 

## История

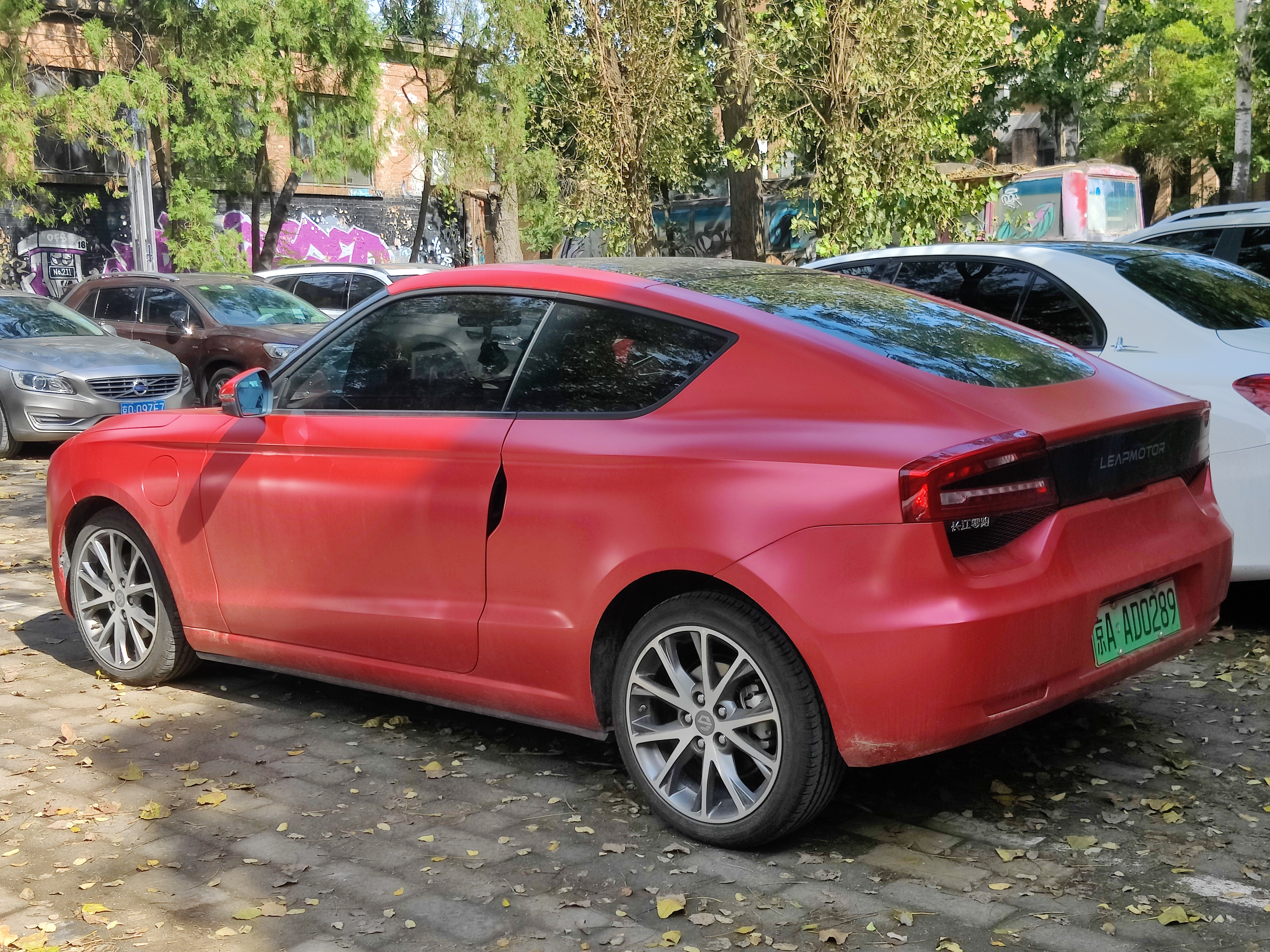
Вид сзади

Прототип Leapmotor S01 был продемонстрирован в 2017 году на автосалоне в Гуанчжоу. На тот момент компания привлекла капитал в размере 380 миллионов долларов и началось строительство завода. S01 являлся первым автомобилем марки Leapmotor.
Первые поставки автомобилей начались в июне 2019 года.

## Особенности
Leapmotor S01 выпускался с купеобразным кузовом вместимостью 2+2 мест для сидения. Автомобиль оснащён электродвигателем мощностью 168 л. с. и крутящим моментом 250 Н⋅м. Разгон до 100 км/ч занимает 6,9 секунд.
Также автомобиль оснащён автопилотом 2 уровня Leap Pilot с возможностью перехода на 3 уровень.
По состоянию на март 2020 года, автомобиль оснащался аккумуляторами ёмкостью 35,6 и 48 кВт⋅ч. Запас хода составляет 310 км.

## Цены
По состоянию на март 2020 года, цены варьировались от 119 900 до 159 900 юаней:
- 380: 119 900 юаней ($16900)[7]
- 380 Pro: 139 900 юаней ($19700)[8]
- 460: 139 900 юаней ($19700)[9]
- 460 Pro: 159 900 юаней ($22500)[10]